# Ricardo Esgaio
Ricardo Esgaio, né le 16 mai 1993 à Nazaré au Portugal, est un footballeur portugais qui évolue actuellement au poste de milieu de terrain ou d'arrière droit au Sporting CP.
Ricardo Esgaio est le frère aîné de Tiago Esgaio, lui aussi footballeur professionnel.

## Biographie

### Sporting CP
Né à Nazaré au Portugal, Ricardo Esgaio est formé au Sporting CP, il évolue d'abord au sein de l'équipe B. Ses débuts avec l'équipe A en championnat se font le 5 janvier 2013 face au Paços de Ferreira, match perdu 0-1.

### Académica Coimbra
En janvier 2015, il est prêté à l'Académica Coimbra jusqu'à la fin de saison, où il joue quelques matchs.

### SC Braga
Ne jouant pas beaucoup avec le Sporting CP, il signe le 17 juin 2017 au SC Braga pour un contrat de cinq ans. Il devient très vite un membre important de l'équipe.
Il fait ses débuts en championnat le 9 août 2017, contre l'un des cadors du championnat, le Benfica Lisbonne. Son équipe s'incline sur le score de trois buts à un. Il marque son premier but sous ses nouvelles couleurs, et donc en Liga NOS, le 20 août 2017 contre le Desportivo das Aves, match que son équipe remporte sur le score de 0-2.
Il est l'auteur d'un très bon match contre le TSG Hoffenheim en Ligue Europa le 14 septembre 2017. En effet, il contribue grandement à la victoire des siens avec deux passes décisives, l'une pour João Carlos Teixeira, l'autre pour Dyego Sousa. Son équipe l'emporte 1-2.

### Retour au Sporting
Le 3 juillet 2021, Ricardo Esgaio fait son retour avec le club de ses débuts, le Sporting CP.
Lors de la saison 2024-2025 Esgaio est sacré champion du Portugal pour la deuxième fois.

### En sélection nationale
Ricardo Esgaio est un membre régulier des équipes de jeunes du Portugal.
Avec les moins de 17 ans, Esgaio est retenu pour participer au championnat d'Europe des moins de 17 ans en 2010. Lors de cette compétition, il est l'auteur d'un doublé lors du premier match contre la Suisse. Au total Esgaio joue 17 matchs avec cette sélection entre 2009 et 2010, où il est généralement titulaire, et marque cinq buts.
Avec les moins de 19 ans, il participe au championnat d'Europe des moins de 19 ans en 2012. Lors de cette compétition, il joue trois matchs, délivrant une passe décisive face à l'Espagne.
Par la suite, avec les moins de 20 ans, il participe à la Coupe du monde des moins de 20 ans en 2013. Lors du mondial junior organisé en Turquie, il joue trois matchs. Il délivre une passe décisive lors du premier tour face au Nigeria. Il délivre ensuite une passe décisive face au Ghana en huitièmes, match perdu 2-3 par les joueurs portugais.
Avec les espoirs, il dispute le championnat d'Europe espoirs en 2015. Il joue cinq matchs lors de ce tournoi, qui voit le Portugal s'incliner en finale face à la Suède après une séance de tirs au but.
En 2016, il participe aux Jeux olympiques d'été organisés au Brésil. Lors du tournoi olympique, il officie comme capitaine et joue quatre matchs. Le Portugal s'incline en quart de finale face à l'Allemagne.

## Palmarès

### En équipe nationale
- Finaliste du championnat d'Europe espoirs en 2015 avec l'équipe du Portugal espoirs

### En club
- Vice-champion du Portugal en 2016 avec le Sporting CP
- Coupe de la Ligue portugaise : vainqueur en 2020 avec Braga
- Vainqueur de la Supercoupe du Portugal en 2021 avec Sporting CP